# 赫夫特湖
54°9′23″N 10°27′23″E / 54.15639°N 10.45639°E

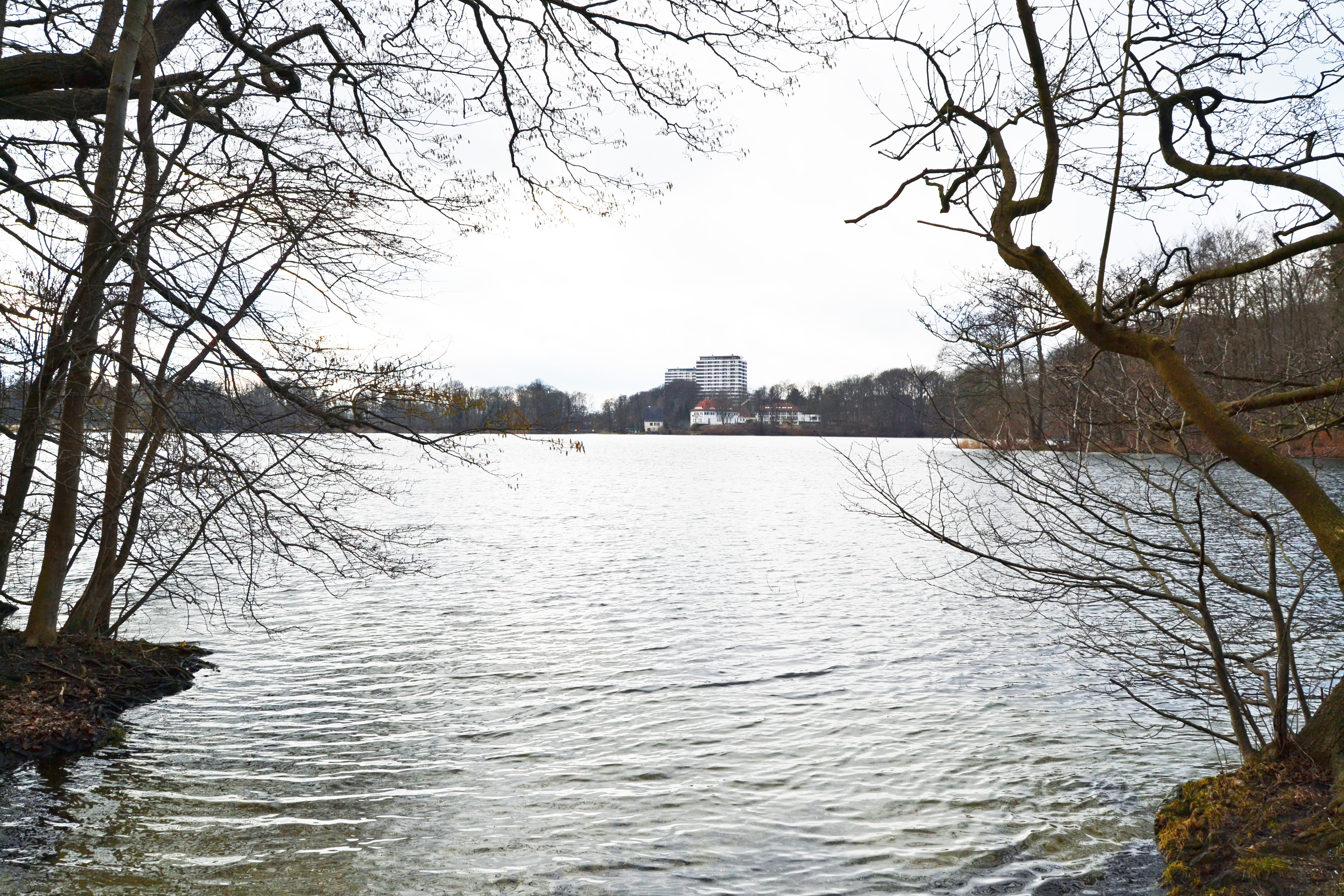

赫夫特湖（德語：Höftsee），是德國的湖泊，位於該國北部石勒蘇益格-荷爾斯泰因州，由普倫縣負責管轄，面積0.18平方公里，海拔高度22米，最大水深16米。